# Торебай-бі
Тореба́й-бі (каз. Төребай би) — село у складі Кармакшинського району Кизилординської області Казахстану. Адміністративний центр та єдиний населений пункт Жосалинський сільського округу.
У радянські часи село називалось Совхоз Джусалінський або Кизилжулдиз.
Населення — 468 осіб (2021; 526 у 2009, 869 у 1999, 957 у 1989).